# الترقيم الملكي
الأرقام الملكية هي أرقام ترتيبية، تُكتب عادةً بالأرقام الرومانية (عند الغرب)، وتُستخدم للتمييز بين الأشخاص الذين يحملون نفس الاسم ويشغلون نفس المنصب، والأهم من ذلك أنها تُستخدم للتمييز بين الملوك أو الباباوات، فالرقم الترتيبي هو الرقم الذي يوضع بعد اسم ملكي للتمييز بين عدد من الباباوات أو الملوك أو الملكات أو الأمراء الذين يحكمون نفس المنطقة ويحملون نفس الاسم الملكي.
من الشائع أن يبدأ العد إما منذ بداية النظام الملكي أو منذ بداية خط معين لخلافة الدولة، على سبيل المثال: تم منح بوريس الثالث ملك بلغاريا وابنه سيميون الثاني أرقامهم الملكية بعد إحصاء حكام العصور الوسطى للإمبراطورية البلغارية الأولى والثانية أيضًا، على الرغم من أن العائلة الحاكمة هذه تعود فقط إلى عام 1878 ولا ترتبط إلا عن بعد بملوك الدول البلغارية السابقة، ومن ناحية أخرى يتم حساب ملوك إنجلترا وملوك بريطانيا العظمى والمملكة المتحدة بدءًا من الغزو النورماندي، ولهذا السبب يُطلق على ابن هنري الثالث ملك إنجلترا اسم إدوارد الأول، على الرغم من وجود ثلاثة ملوك إنجليز يُدعون إدوارد قبل الغزو (تم تمييزهم بألقاب بدلاً من ذلك، مثلاً الملك إدوارد المعترف).
في بعض الأحيان يتم تضمين الأشخاص الأسطوريين أو الخياليين، على سبيل المثال، اتخذ الملكان السويديان: إريك الرابع عشر (حكم 1560-1568) وكارل التاسع (1604-1611) رقماً ترتيبًا بناءً على تاريخ وهمي عام 1544 من تأليف القس يوهانس ماغنوس، والذي اخترع ستة ملوك من كل اسم قبل أولئك الذين قبلهم، بحيث تبدأ قائمة الملوك السويديين كما وردت على خريطة ممتلكات التاج السويدي التي صنعها النقاش الفرنسي جاك شيكيه، ونشرت في باريس عام 1719، بأول ملك هو كنوت الأول ويظهر إريك الرابع عشر وشقيقه كارل التاسع باسم إريك الرابع وكارل الثاني على التوالي، كان كارل الوحيد الذي يحمل ترتيبه التقليدي في القائمة هو كارل الثاني عشر المعاصر للقائمة، وكما هو الحال أيضا مع الإمبراطور منليك الثاني الإثيوبي، فقد اختار رقمه الملكي بالإشارة إلى أحد أسلافه الأسطوريين وأول حاكم لبلاده (الابن المفترض للملك سليمان المذكور في الكتاب المقدس) للتأكيد على شرعيته في ما يسمى بالسلالة السليمانية.

## أمثلة على الترتيبات الملكية
يتم تمييز الملوك الذين يحملون نفس الاسم من خلال ترتيبهم:
- الملكان أومبرتو الأول وأومبرتو الثاني اللذان كان ملكا إيطاليا.
- الإمبراطورتّي ايكاترينا الأولى وايكاترينا الثانية اللتان كانتا إمبراطورتي روسيا.
- البابا بنديكتوس الخامس عشر والبابا بندكتوس السادس عشر.

يمكن أيضًا تطبيق الترتيب أيضا عندما يتقاسم حاكم أحد العوالم وحاكم الدولة الخليفة لتلك المملكة نفس الاسم:
- الملكتان إليزابيث الأولى ملكة إنجلترا وإليزابيث الثانية ملكة المملكة المتحدة.
- الملكان ألفونسو الحادي عشر ملك قشتالة وألفونسو الثاني عشر ملك إسبانيا.
- الملكان فيكتور إيمانويل الأول ملك سردينيا وفيكتور إيمانويل الثاني ملك إيطاليا.
- الملكان بيتر الأول ملك صربيا والملك بيتر الثاني ملك يوغوسلافيا.

### أسماء مزدوجة
تختلف الممارسات المتبعة في تسمية الملوك عندما يحمل اسمين أو أكثر، بالنسبة للملوك السويديين: يقتصر الترتيب على الاسم الأول فقط؛ على سبيل المثال يعتبر غوستاف السادس أدولف المعروف باسم "غوستاف أدولف" فهو غوستاف السادس إذ تم احتساب باسم الأول، وأيضا غوستاف أدولف الثالث إذ تم احتساب الاسمين، على النقيض من ذلك بدأت مملكة بروسيا حكمها من قِبل فريدريش الأول ثم فريدريش فيلهلم الأول وفريدريش الثاني وفريدرش فيلهلم الثاني وصولاً إلى فيلهلم الأول، وبالمثل اختار البابا يوحنا بولس الأول اسمه مزدوجاً تكريمًا لسابقيه يوحنا الثالث والعشرون وبولس السادس، وخلفه بنفس التشكيلة يوحنا بولس الثاني.

### الترتيبات الملكية غير الحاكمة
على أية حال من المعتاد إحصاء الملوك أو رؤساء العائلة فقط، وترقيمهم بالتسلسل حتى نهاية السلالة، والاستثناء الملحوظ لهذه القاعدة هو أسرة رويس الألمانية، تتميز هذه العائلة بخصوصية أن كل عضو ذكر منذ القرون الثمانية الماضية كان يُدعى هاينريش، وكان جميعهم وليس فقط حكراً رئيس العائلة مُرقمين بترتيب، وبينما كان أعضاء الفرع الأكبر مُرقمين حسب ترتيب الكُبر حتى انقراض الفرع في عام 1927، كان أعضاء الخط الأصغر مُرقمين (ولا يزالون) بتسلسل يبدأ وينتهي تقريبًا مع بداية ونهاية كل قرن على حسب ميلادهم، وهذا ما يفسر سبب تسمية الرئيس الحالي لعائلة (منذ عام 2012) بـ هاينريش الرابع عشر، ووالده الراحل كان هاينريش الرابع وفي حين أبنائه هاينريش التاسع والعشرون وهاينريش الخامس.
نادرًا ما يكون بعض الأمراء الألمان الذكور فقط سواءً أكانوا رؤساءً أم لا الترقيم؛ على سبيل المثال: سبق كان هانس هاينريش الخامس عشر فون هوشبرغ كأمير لمدينة بليس، فحمل الترقيم من ترتيبه في عائلته وليس على حسب حكمه للمدينة، فكان سابقيه هانس هاينريش الحادي عشر، وخليفته هانس هاينريش السابع عشر؛ أما الرتب الترتيبية الثانية عشرة والثالثة عشرة والرابعة عشرة والسادسة عشرة، فقد حملها أمراء فون هوشبرغ، ولم يكونوا أمراءً لمدينة بليس، وبالمثل بالنسبة لأسرة رويس بحيث كان جميع الرجال يُعَدّون هاينريش يحمل الترقيم، وكان بعضهم أمراءً حاكمين لمدينة رويس-غيرا أو رويس-غرايز.
غالبًا ما يُمنح المُدّعون بالملكية وحكام السلالات المُخلوعة السابقة أرقامًا ملكية كما لو أن مُدّعين غير الحاكمين قد حكموا بالفعل، فعلى سبيل المثال: اتخذ لويس الثامن عشر ملك فرنسا رقمًا ملكيًا يؤكد ضمنيًا أن لويس السابع عشر كأنه كان ملكًا، مع أنه لم يحكم قط؛ فقد كان ادعاؤه بالملكية خلال فترة الجمهورية الفرنسية الأولى، ومن الأمثلة المشابهة نابليون الثالث الذي أكد رقمه الملكي ضمنيًا كما لو أن نابليون الثاني هو الحاكم، وقد عدّ لويس الثامن عشر سنة حكمه من وفاة لويس السابع عشر، وهو أمر لم يفعله نابليون الثالث قط.

## تاريخ
استخدم جميع ملوك وباباوات في أوروبا الغربية تقريبًا بعد العصور الوسطى الأرقام الترتيبية، وكما طُبقت الأرقام الترتيبية بأثر رجعي على الملوك السابقين في معظم المراجع، على الأقل بقدر صعوبة التمييز بينهم بأي وسيلة منهجية أخرى، في حالات عديدة، تُرقّم أيضًا أنواع مختلفة من أعضاء السلالات "شبه الملكية" لتسهيل تفردهم في المراجع - في حالات مثل الحكام المناصفون، وأولياء العهد، والأشخاص الذين ينقلون الخلافة، ورؤساء الوزراء، ونواب الملوك، في القرون الأولى التي تلت العصور الوسطى، كان الاستخدام متقطعًا أحيانًا، ولكنه أصبح راسخًا بحلول القرن الثامن عشر، وفي القرنين الماضيين كان الملوك الأوروبيون الذين لا يحملون رقمًا ترتيبيًا رسميًا نادرين.
كقاعدة عامة لم يستخدم ملوك أوروبا في العصور الوسطى الترتيبات الملكية خلال عصرهم، وكان من استخدموها نادرين، بل كان استخدامها متقطعًا، تُعتبر الترتيبات الملكية للملوك قبل القرن الثالث عشر مفارقة تاريخية، وكذلك الترتيبات الملكية لجميع ملوك العصور الوسطى اللاحقة تقريبًا، ومع ذلك لا تزال تُستخدم بكثرة لأنها وسيلة عملية للتمييز بين الملوك التاريخيين المختلفين الذين حملوا نفس الاسم.
يبدو أن الباباوات كانوا أول من اتخذوا هذه الترتيبات رسمياً خلال فترات حكمهم، مع أن هذا لم يحدث إلا في القرون الأخيرة من العصور الوسطى، يتضح من إعادة ترقيم الباباوات يوحنا الخامس عشر حتى التاسع عشر وستيفن الثاني حتى التاسع، أنه اعتبارًا من القرن الحادي عشر لم يكن الباباوات قد استخدموا ترتيبات رسمياً بعد، ويعني الترقيم الرسمي المُؤكد ذاتيًا ليوحنا الحادي والعشرين أنه على أبعد تقدير، بدءًا من القرن الثالث عشر، اتخذ الباباوات ترتيبات الرسمية عند اعتلائهم العرش.
من الواضح أن الإمبراطور فريدرش الثاني وكارلو الثاني ملك نابولي وبشيمسو الثاني ملك بولندا قد استخدموا الترتيبات أحيانًا أثناء حكمهم، في حين أن معظم ملوك المعاصرين لهم لم يفعلوا ذلك، في القرن الرابع عشر استخدم الإمبراطور كارل الرابع هذا الترتيب أحيانًا، ومن المفترض أن استخدام فريدريكو الثالث ملك صقلية للترتيب كان معاصراً أيضًا، كان مؤرخو الدير الملكي في سانت دوني يستخدمون الترتيبات للإشارة إلى الملوك الفرنسيين في وقت مبكر من القرن الثالث عشر مع دخول الممارسة إلى الاستخدام الشائع بين أفراد العائلة المالكة والنبلاء بحلول أواخر القرن الرابع عشر، يعود التقليد البريطاني المتمثل في ترقيم الملوك باستمرار وبشكل شائع إلى هنري الثامن وابنته ماري الأولى، ومع ذلك فقد حدث الاستخدام المتقطع على الأقل منذ وقت مبكر أثناء عهد إدوارد الثالث.
أدى التاريخ الطويل للبابوية إلى صعوبات في بعض الحالات، على سبيل المثال، لم يُكرّس ستيفن بابا إلا لثلاثة أيام قبل وفاته بسكتة دماغية، لذلك لا يُصنّفه جميع واضعي القوائم باباوات (كـ ستيفن الثاني)، فقد نشأ بعض الالتباس فيما يتعلق بالباباوات اللاحقين الذين اختاروا اسم ستيفن. يُرقّم ستيفن اللاحقون أحيانًا بين قوسين، على سبيل المثال: يُشار إلى خليفته المباشر (ضمنيًا) إما ستيفن (الثاني) الثالث أو ستيفن الثالث (الثاني) وهكذا، اعتبرت الكنيسة ستيفن الثاني بابا حتى عام 1960، وبعدها رُفع من قائمة الباباوات عام 1961ـ تاريخ ترقيم الباباوات الذين اتخذوا اسم "يوحنا" أكثر تعقيدًا، نظرًا للتاريخ الطويل للباباوات الذين اتخذوا هذا الاسم (وهو اسم شائع، يُختار غالبًا لتكريم للرسول)، وذلك بسبب سوء حفظ السجلات والارتباك السياسي، ومن بين نتائج أخرى يُغفل اسم "يوحنا العشرون" تمامًا في جميع الحسابات.

## اتحاد شخصي
في حالة الاتحادات الشخصية قد يكون لبعض الملوك أكثر من ترتيب واحد، نظرًا لاختلاف ترتيبهم في ممالكهم، فعلى سبيل المثال: كان كارل الخامس عشر ملك السويد أيضًا ملكًا للنرويج، ولكنه كان يُعرف في النرويج باسم كارل الرابع. كان الاتحاد السويدي النرويجي ساري المفعول بين عامي 1814 حتى 1905، وكان لكلا المملكتين ملوك أُطلق عليهم اسم كارل قبل الاتحاد، ولكن السويد كان لها عدد أكبر من الملوك الذين حملوا بهذا الاسم.
في حال استقلال مملكة عن أخرى مع احتفاظها بنفس الملك، غالبًا ما يحتفظ الملك بنفس الرقم المُستخدم في المملكة القديمة، وهكذا أصبح كريستيان العاشر ملك الدنمارك الملك كريستيان العاشر في آيسلندا عندما أصبحت آيسلندا مملكة مستقلة ودخلت في اتحاد شخصي مع الدنمارك عام 1918، وينطبق الأمر نفسه على ممالك الكومنولث، حيث يحتفظ الملك بالرقم الملكي من سلالة الملوك البريطانيين (انظر أدناه).

### القوانين الترتيبية وقوانين الاتحاد البريطانية لعام 1707
ابتداءً من عام 1603 عندما بدأت إنجلترا واسكتلندا تتشاركان ملكًا واحدًا، لكنهما كانتا لا تزالان مملكتين منفصلتين قانونيًا، لذلك تم ترقيم ملوكهما بشكل منفصل، وكان الملك الذي بدأ الاتحاد الشخصي هو جيمس السادس ملك اسكتلندا، الذي كان يُعرف أيضًا باسم جيمس الأول ملك إنجلترا، وغالبًا ما يُكتب اسمه (خاصةً في اسكتلندا) جيمس السادس والأول، وبالمثل: حفيداه هما جيمس السابع والثاني، في حين يرتبط ترتيب بـ ماري الثانية فقط بالصدفة بسلفيها ماري الأولى ملكة إنجلترا وماري الأولى ملكة اسكتلندا، وفي حين زوجها المناصف معها الحكم هو ويليام الثالث والثاني (هنا يبدأ الرقم الإنجليزي)؛ لم يكن لتشارلز الأول وتشارلز الثاني اسمٌ مستخدم في أيٍّ من البلدين قبل عام 1603.

#### قوانين الاتحاد
بعد توحيد الممالك بموجب قوانين الاتحاد عام 1707، لم تكن هناك حاجة لأرقام منفصلة للملوك الخمسة التاليين: آن وجورجات الأربعة، ومع ذلك عندما اعتلى ويليام الرابع العرش عام 1830، لم يُطلق عليه ويليام الثالث في اسكتلندا، ( أشار جورج كرولي في عام 1830 إلى أن الملك الجديد كان ويليام الأول والثاني والثالث والرابع من هانوفر وإيرلندا واسكتلندا وإنجلترا على التوالي)؛ وكذلك لم يُعرف إدوارد السابع وإدوارد الثامن باسم إدوارد الأول وإدوارد الثاني (أو ربما الثاني والثالث، إذا ما حسبنا عهد إدوارد باليول المتنازع عليه في إسكتلندا)؛ اتبع هؤلاء الملوك جميعًا الترقيم المتوافق مع التسلسل الإنجليزي للملوك، ومع ذلك لم يكن هذا الأمر خاليًا من الجدل في اسكتلندا؛ فعلى سبيل المثال: كان الرقم الملكي لإدوارد السابع يُحذف أحيانًا في اسكتلندا، حتى من قبل كنيسة اسكتلندا القائمة، وذلك استجابة للاحتجاجات التي تفيد بأن بعض إدواردات السابقين الذين ملوك إنجلترا "تم استبعادهم من اسكتلندا بسبب المعارك واعتبروا غزاة".

#### الوضع الراهن
ظهرت المشكلة مرة أخرى مع تولي الملكة إليزابيث الثانية العرش، حيث لم يكن لاسكتلندا من قبل ملكة حاكمة بهذا الاسم، فكانت ملكة إنجلترا فقط، وقد أثيرت اعتراضات على استخدام الشيفرة الملكية E II R في إنحاء اسكتلندا والتي أدت إلى العديد من الحوادث العنيفة بما في ذلك تدمير إحدى أولى صناديق أعمدة التي تحمل الشيفرة E II R الجديدة في اسكتلندا بـ ليث في أواخر عام 1952، ومنذ ذلك الوقت لم تحمل الشيفرة المستخدمة باسكتلندا في جميع ممتلكات الحكومة والتاج وأثاث الشوارع أي أحرف، بل حملت ببساطة تاج اسكتلندا، وقد تم الفصل في قضية محكمة ماكورميك ضد اللورد المحامي التي طعنت في أسلوب "إليزابيث الثانية" داخل اسكتلندا، في عام 1953 على أساس أن ترقيم الملوك يعتبر جزءًا من الامتياز الملكي، وأن المدعين ليس لديهم حق في مقاضاة التاج.
ولتبرير هذا الاستخدام اقترح ونستون تشرشل رئيس الوزراء في ذلك الوقت، أنه في المستقبل سيتم دائمًا استخدام الرقم الأكثر بين الرقمين في التسلسل الإنجليزي والاسكتلندي، كانت هذه هي الحال بحكم الأمر الواقع منذ قوانين الاتحاد عام 1707، حيث كان لتسعة من الملوك الثلاثة عشر منذ القانون أسماء لم تُستخدم من قبل في إنجلترا أو اسكتلندا (آن، وستة جورجات، وفيكتوريا) أو استُخدمت في كليهما فقط بعد اتحاد التيجان عام 1603 (ثلاثة تشارلزات)، مما تجاوز المشكلة، بينما كانت الأرقام الإنجليزية لأسماء الملوك الأربعة المتبقين أكثر من الاسكتلندي (ويليام، وإدواردات، وإليزابيث)؛ في ظل حكم تشرشل، إذا استخدم ملك بريطاني مستقبلي الاسم الملكي ألكسندر، على الرغم من أنه لم يكن هناك ملك لإنجلترا يحمل هذا الاسم الملكي، فسيحمل اسم ألكسندر الرابع، حيث كان هناك ثلاثة ملوك حملوا الاسم ألكسندر في اسكتلندا (حكموا في الفترة 1107-1124، و1214-1249، و1249-1286).

#### أيرلندا
بما أن لوردية أيرلندا (1171-1542) ومملكة أيرلندا (1542-1800) كانتا تابعتين لمملكة إنجلترا، فقد استُخدمت الترتيبات الإنجليزية في أيرلندا حتى قبل صدور قوانين الاتحاد عام 1800، ظل ويليام الثالث ملك إنجلترا وويليام الرابع ملك المملكة المتحدة يُطلق عليهما اسم "ويليام الثالث" و"ويليام الرابع" في أيرلندا أيضا، على الرغم من أن ويليام الأول أو ويليام الثاني لم يحكما أي جزء من أيرلندا، وبالمثل، يُرقّم الملوك الذين حملوا اسم هنري المختلفون من الثاني إلى الثامن كما هو الحال في إنجلترا، على الرغم من أن هنري الأول ملك إنجلترا لم يحكم أي جزء من أيرلندا قط، في حين يُشار إلى إليزابيث الأولى ملكة إنجلترا في الاستشهادات القانونية للسنة الملكية الأيرلندية باسم "إليزابيث" بدلاً من "إليزابيث الأولى" لأن أيرلندا أصبحت جمهورية قبل أن تُصبح إليزابيث الثانية ملكة.

## استخدام "الأول"
من المعتاد في بعض الممالك عدم استخدام ترتيب تسلسلي عند وجود حامل واحد فقط لهذا الاسم، فعلى سبيل المثال: لا تُسمى الملكة فيكتوريا فيكتوريا الأولى إلا إذا كانت هناك في المستقبل فيكتوريا الثانية. يُطبق هذا التقليد في المملكة المتحدة وبلجيكا ولوكسمبورغ والنرويج وهولندا، وكما طُبق أيضًا في معظم الممالك الألمانية السابقة والمجر .
في السويد ودولة الفاتيكان، لا تُطبّق هذه الممارسة بانتظام. ففي السويد لم يُعطى سيغيسموند وأدولف فريدريك ترتيبًا، بينما أُعطى فريدريك الأول ترتيبًا في كثير من الأحيان، وفي الفاتيكان استخدم يوحنا بولس الأول ترتيبًا، لكن فرنسيس رفض إضافة ترتيب على اسمه.
في حين تُخصص بعض الممالك ترتيباتٍ للملوك حتى لو كانوا الوحيدين الذين يحملون اسمهم، يُعد هذا ابتكارًا أحدث، ويبدو أنه طُبِّق لأول مرة عندما أصدر فرانسوا الأول ملك فرنسا عملاتٍ فضية تحمل شعار "الملك فرانسوا الأول، بنعمة الله، ملك فرنسا"، وتُعَد هذه الممارسة مُتبعةً حاليًا في إسبانيا وموناكو (على الأقل بالنسبة للأمير ألبير الأول، إذ يبدو أن الأميرة لويز هيبوليت التي حكمت قبل 150 عامًا لم تستخدم ترتيبًا ترتيبيًا)؛ كما طُبِّق أيضًا في البرازيل واليونان وإيطاليا والمكسيك والجبل الأسود والبرتغال (حيث يُشار عادةً إلى الملوك جوزيه ولويس وكارلوس باسم "جوزيه الأول" و" لويس الأول" و " كارلوس الأول"، على الرغم من عدم وجود جوزيه الثاني أو لويس الثاني أو كارلوس الثاني بعد وخاصة انتهاء الملكية، ولكن يُشار عادةً إلى الملوك دينيس ودوارتي وسيباستياو وهنريك بدون ترتيب)؛ يُستخدم الترتيب الخاص بالملك خوان كارلوس الأول الإسباني باللغتين الإسبانية والإنجليزية، ولكنه يُطلق عليه أحيانًا ببساطة "خوان كارلوس ملك إسبانيا" بالإنجليزية، وإما في روسيا بدأ استخدام الترتيب "الأول" مع بافل الأول إمبراطور روسيا، فقبله، لم تكن آنا ولا إليزافيتا حملتا الترتيب "الأول"، وفي إثيوبيا استخدم الإمبراطور هيلا سيلاسي الترتيب "الأول" مع أن أباطرة إثيوبيا السابقين لم يستخدموه، ولا يُشار إليهم باسم "الأول" إلا إذا كان هناك خلفاء يحملون الاسم نفسه.
استخدمت البابوية الكاثوليكية الترتيب الأول في عهد البابا يوحنا بولس الأول، ولكن الباباوات الأوائل الوحيدين الذين حكموا تحت اسم معين لا يُشار إليهم بـ"الأول" (على سبيل المثال: بطرس الرسول؛ أما خليفته المباشر البابا لينوس، وكذلك البابا أناكليتوس، فيُشار إليهم بدون ترتيب)؛ أما البابا الأحدث فرانسيس فقد رفض استخدام الترتيب، ولكن نظيره الأرثوذكسي البطريرك برثلماوس الأول بطريرك القسطنطينية ، يستخدمه، وكذلك آرام الأول جاثليق الكنيسة الرسولية الأرمنية.
في النمسا أطلق الأباطرة فرانتس وفرديناند وفرانتس يوزف وكارل على أنفسهم لقب "الأول" في العادة، مع أنهم كانوا الأباطرة الوحيدين للنمسا الذين حملوا هذه الأسماء، إلا أنهم ثلاثة منهم كان حمل في السابق أسمائهم أرشيدوقات النمسا (كانت أرشيدوقية النمسا ولاية تابعة للإمبراطورية الرومانية المقدسة والإمبراطورية النمساوية)؛ مما يجعل ثلاثة من هؤلاء الأباطرة يسمون أحياناً: فرانتس الثاني، وفرديناند الخامس، وكارل الرابع بصفتهم أرشيدوقات، في حين فرانتس يوزف أول أرشيدوق نمساوي يحمل هذا الاسم.
يشيع استخدام الترتيب "الأول" أيضًا لدى من نصّبوا أنفسهم "ملوكًا" أو "أباطرة" بانفراد ذاتي مثل: نابليون الأول في فرنسا؛ وديسالين وكريستوف وسولوك في هايتي؛ وإيتوربيدي في المكسيك؛ وزوغو في ألبانيا؛ وبوكاسا في إمبراطورية أفريقيا الوسطى؛ وسكوسايريف في أندورا؛ وثيودور في كورسيكا؛ و"الإمبراطور" نورتون في سان فرانسيسكو، في هذه الحالات أرادوا التأكيد على تغيير النظام الذي أدخلوه أو حاولوا إدخاله.

## المدّعون
من التقاليد بين الملكيين الفرنسيين هو الاستمرار في إحصاء المدّعين بالعرش حتى لو لم يحكموا قط، ولذلك كان مناصرو كونت باريس الراحل سيطلقون عليه اسم هنري السابع، مع أن أربعة رجال فقط يحملون هذا الاسم كانوا ملوك فرنسا.
قد تشير الترتيبات غير المتتالية إلى مطالبات أسرية للملوك غير الحاكمين، فعلى سبيل المثال: بعد إعدام لويس السادس عشر ملك فرنسا أثناء الثورة الفرنسية، اعتبر الشرعيون أن خليفته هو ابنه الصغير الذي أطلقوا عليه اسم لويس السابع عشر، وعلى الرغم من أن الطفل توفي في السجن بعد بضع سنوات ولم يحكم أبدًا، إلا أن عمه الذي تولى العرش الفرنسي في استعادة بوربون اتخذ اسم لويس الثامن عشر اعترافًا بحقوق الصبي، وبالمثل بعد انهيار نظام الإمبراطور نابليون الأول متنازلاً عن العرش لصالح ابنه البالغ ذو العمر أربع سنوات والذي أُعلن نابليون الثاني، تم عزل الإمبراطور الشاب بعد أسابيع فقط من قبل منافسي نابليون الأوروبيين ولم يتم الاعتراف به دوليًا أبدًا؛ ولذلك عندما أعلن ابن عمه الأول لويس نابليون بونابرت نفسه إمبراطورًا في عام 1852، أعلن نفسه نابليون الثالث تقديرًا لسلفه.

### اليعاقبة
بعد الثورة المجيدة ادعى سلالة من المدعين والمنحدرين من المخلوع جيمس السابع والثاني، وأعلنوا أنفسهم جيمس الثامن والثالث وتشارلز الثالث وهنري التاسع والأول، وقد اعتبروا أنفسهم منفصلين عن اسكتلندا وإنجلترا لأنهم لم يعترفوا بقوانين الاتحاد، التي جمعت المملكتين في مملكة واحدة عام 1707، على أنها صالحة.
توفي آخر أحفاد جيمس السابع الشرعيين عام 1807، وانتقلت المطالبة إلى أحفاد أخته هنرييت دوقة أورليان، ورغم أن أياً منهم لم يطالب بالعرش فعلياً، إلا أن مؤيديهم يمنحوهم الأرقام الملكية التي كان ينبغي أن يحصلوا عليها؛ على سبيل المثال: من عام 1919 حتى عام 1955 يعتبر "روبرت الأول والرابع" حامل هذه المطالبة، وقد رُقِّما حسب تسلسل إنجلترا واسكتلندا على التوالي.
لا تتبع هذه العادة حاليًا أي مجموعات عرقية أخرى غير الفرنسيين والبريطانيين (اليعقوبيين)، ولأنها فريدة من نوعها بالنسبة لهم، فإن الملكيين من الدول الأخرى لا يستخدمون عادةً أرقامًا ملكية للمتظاهرين الذين يدعمونهم.

## زوجة الملوك
بينما يستخدم الملوك الحاكمون ترتيبًا ملكيًا، لا يُستخدم هذا الترتيب للزوجات الملكيات، وهكذا بينما يستخدم الملك جورج الخامس ترتيبًا ملكيًا لتمييزه عن غيره من ملوك المملكة المتحدة، الذين يُطلق عليهم اسم جورج، لم يكن لزوجته الملكة ماري أي ترتيب ملكي.
إن عدم وجود ترتيب في حالة الزوجات الملكيات يعقد تسجيل التاريخ، حيث قد يكون هناك عدد من الزوجات على مر الزمن بنفس الاسم دون وجود طريقة للتمييز بينهن، ولهذا السبب يتم أحيانًا تسجيل الزوجات الملكيات بعد وفاتهن في كتب التاريخ والموسوعات باستخدام اسمهن قبل الزواج أو إذا كن من العائلة المالكة أو النبلاء الحاكميين أو باسم السلالة أو البلد، فعلى سبيل المثال، تُعرف الزوجة الخامسة لهنري الثامن ملك إنجلترا كاثرين هوارد (من أصل نبيل ولكن ليس حاكمة)، باسم عائلتها قبل الزواج، وتُعرف زوجة جورج الخامس (سليلة بيت دوقية فورتمبيرغ الحاكمة) باسم ماري فون تيك (نسبةً إلى لقب والدها) وتُعرف زوجة إدوارد السابع (ابنة ملك الدنمارك) باسم ألكسندرا الدنماركية.

## العالم العربي والإسلامي
الترقيم الملكي عند العرب أو في التاريخ الإسلامي لم يكن مستخدمًا بشكل منهجي كما هو الحال في أوروبا، ففي الدول الإسلامية والعربية، كان الحكام يُعرفون غالبًا بأسمائهم وألقابهم أو كُناهم (مثل المأمون،المعتصم بالله، الناصر، المنصور) أو يُنسبون إلى آبائهم أو أجدادهم (مثل عبدالله بن الزبير أو معاوية بن أبي سفيان)، وليس بأرقام متسلسلة ولكن هذا التقليد ظهر حديثاً ومعاصراً بسبب تأثير الإستعمار، يُستخدم للتمييز بين الملوك ذوي الأسماء المتكررة، بحيث يستخدم في الكتابات الحديثة وفي النطاق الإعلامي، وليس بشكل رسمي في الوثائق الملكية أو الخطاب الرسمي، ويظهر جلياً في الدولة العثمانية والمغرب والأردن والعراق، لم يكن هذا الترقيم جزءًا من الأعراف الملكية التقليدية أو الرسمية، بل ظهر في العصر الحديث مع تكرار الأسماء الملكية، ويُستخدم أساسًا في الإعلام والدراسات التاريخية.